# Bomarea glaucescens
Bomarea glaucescens är en alströmeriaväxtart som först beskrevs av Carl Sigismund Kunth, och fick sitt nu gällande namn av John Gilbert Baker. Bomarea glaucescens ingår i släktet Bomarea och familjen alströmeriaväxter. IUCN kategoriserar arten globalt som nära hotad. Inga underarter finns listade i Catalogue of Life.